# Brotula flaviviridis
Brotula flaviviridis är en fiskart som beskrevs av Greenfield 2005. Brotula flaviviridis ingår i släktet Brotula och familjen Ophidiidae. Inga underarter finns listade.